# Stazione di Forno d'Allione
La stazione di Forno d'Allione è una fermata ferroviaria posta sulla linea Brescia-Iseo-Edolo a servizio dell'omonimo centro abitato, località di Berzo Demo.

## Storia
La fermata fu aperta al servizio pubblico il 4 luglio 1909 assieme al tronco ferroviario Breno-Edolo.
Il 15 giugno 2008, con l'introduzione del servizio dei RegioExpress sulla tratta compresa tra le stazioni di Breno e di Edolo, la fermata fu soppressa al servizio passeggeri.

## Strutture e impianti
Il fabbricato viaggiatori è stato costruito dalla Società Nazionale Ferrovie e Tramvie (SNFT) in accordo allo stile delle fermate della ferrovia Iseo-Edolo nella variante con terrazzo.
Il piazzale è composto dal solo binario di corsa della linea ferroviaria ed è servito da una banchina, lunga 64 m.
Lato Cedegolo è presente un raccordo con lo stabilimento della Moncini Industrie.

## Movimento
La fermata non è servita da alcuna corsa ferroviaria.
È attiva al servizio merci per il trasporto merci verso gli stabilimenti raccordati.